# Maianthemum amoenum
Maianthemum amoenum là một loài thực vật có hoa trong họ Măng tây. Loài này được (H.L.Wendl.) LaFrankie mô tả khoa học đầu tiên năm 1986.